# Franz Selety
Franz Selety (bis 1918 Franz Josef Jeiteles, * 2. März 1893 in Dresden; vermisst seit 22. August 1923) war ein österreichischer Philosoph und Kosmologe.

## Leben
Franz Selety wurde 1893 als Franz Josef Jeiteles als österreichischer Staatsbürger in Dresden geboren. 1894 oder 1895 übersiedelte die Familie nach Wien. Die Familie war vermutlich gut situiert und legte Wert auf Bildung und Kultur. Selety besuchte das k.k. Maximilians-Gymnasium (heute: Wasagymnasium) im 9. Bezirk, wo er 1911 maturierte. Schon in der Schule entwickelte er ein Interesse für Philosophie und studierte daher ab dem Wintersemester 1911/12 Philosophie an der Universität Wien. Neben Vorlesungen aus Philosophie und Psychologie besuchte er auch solche aus der Physik und Mathematik und interessierte sich für theoretische Grundfragen der Psychologie, metaphysische und kosmologische Probleme und die Methodik der Physik. Zu seinen Lehrern gehörten vermutlich unter anderen Adolf Stöhr, Heinrich Gomperz, Friedrich Jodl, Stefan Meyer, Ernst Lecher, Felix Ehrenhaft, Eduard Haschek und Gustav von Escherich.
Im Wintersemester 1913/14 war er an der Universität Leipzig eingeschrieben und besuchte ebenfalls Vorlesungen in Philosophie, Psychologie und Physik, unter anderem bei Wilhelm Wundt, Theodor des Coudres, Johannes Volkelt, Otto Klemm und Otto Wiener.
Anschließend setzte er sein Studium wieder in Wien fort. Schon während des Studiums veröffentlichte er einige Arbeiten in philosophischen Fachzeitschriften und nahm am fünften Preisausschreiben der Kant-Gesellschaft teil. Sein Beitrag wurde zwar in Teilen kritisiert, erhielt aber dennoch eine „lobende Erwähnung“.
1915 reichte Selety seine Dissertation Die phänomenologischen Grundlagen der Psychologie. Eine Darstellung der Hauptsachen des Bewußtseins ein. Sein Doktorvater Stöhr und der Zweitgutachter Robert Reininger empfahlen die Zulassung zum Rigorosum, nicht aber die Veröffentlichung der Dissertation. Am 22. Dezember 1915 wurde er zum Doktor der Philosophie promoviert. Der Militärdienst im Ersten Weltkrieg machte ihm als Pazifisten schwer zu schaffen; er kam ins Spital und wurde schließlich für untauglich erklärt.
Seine Arbeiten veröffentlichte er bereits unter dem „Schriftstellernamen“ Selety, 1918 wurde der Name per Erlass auch offiziell von den Behörden geändert, da er angesichts des in Österreich grassierenden Antisemitismus aufgrund des „lächerlichen Klanges“ des Namens Jeiteles Nachteile zu befürchten hätte.
In den Jahren nach der Promotion übte er keinen Beruf aus, sondern widmete sich privaten Studien und besuchte weiter Vorlesungen an der Universität Wien. Seit 1917 stand er mit Albert Einstein in Briefkontakt über das von ihm entwickelte hierarchische Modell des Universums.
Eine 1923 bei den Annalen der Physik eingereichte und 1924 veröffentlichte Arbeit und ein Brief an Einstein vom 30. Juli 1923 sind die letzten Arbeiten Seletys. Seit dem 22. August 1923, als er auf einer Urlaubsreise in Salzburg war, gilt er als vermisst.

## Kosmologisches Modell
Ähnlich wie Carl Charlier vor ihm entwarf Selety 1922 ein unendliches hierarchisches Weltmodell auf Grundlage der Newtonschen Physik, also ohne Berücksichtigung der allgemeinen Relativitätstheorie und des Machschen Prinzips und versuchte, Einsteins relativistisches Universum und seine Einwände gegen ein unendliches newtonsches Universum zu entkräften. Sein unendlich großes Universum hatte eine unendliche Masse, eine unendliche Zahl von in Clustern angeordneten Sternen, aber dennoch eine Durchschnittsdichte von null und kein herausgehobenes Zentrum. Seletys Modell wurde von anderen, darunter Émile Borel aufgegriffen, Einstein, der von einem statischen und endlichen Universum überzeugt war, kommentierte es nach einer ersten Entgegnung jedoch nicht weiter. Hierarchische Weltmodelle waren in den 1990er Jahren wieder in Diskussion, als es um die Erklärung der Bildung von Galaxienhaufen ging.

## Veröffentlichungen
- Die wirklichen Tatsachen der reinen Erfahrung, eine Kritik der Zeit. In: Zeitschrift für Philosophie und philosophische Kritik, Band 152 (1913), S. 78–93
- Über die Wiederholung des Gleichen im kosmischen Geschehen, infolge des psychologischen Gesetzes der Schwelle.  In: Zeitschrift für Philosophie und philosophische Kritik, Band 155 (1914), S. 185–205
- Die Wahrnehmung der geometrischen Figuren. In: Archiv für systematische Philosophie, Band 21 (1915), S. 49–58
- Beiträge zum kosmologischen Problem. In: Annalen der Physik, Band 68 (1922), S. 281–334
- Erwiderung auf die Bemerkungen Einsteins über meine Arbeit „Beiträge zum kosmologischen Problem“. In: Annalen der Physik, Band 72 (1923), S. 58–66
- Une distribution des masses avec une densité moyenne nulle, sans centré de gravité. In: Comptes Rendus de l’Académie des Sciences (Paris), Band 177 (1923), S. 104–106
- Possibilité d'un potentiel infini, et d'une vitesse moyenne de toutes les étoiles égale à celle de la lumière. In: Comptes Rendus de l’Académie des Sciences (Paris), Band 177 (1923), S. 250–252
- Unendlichkeit des Raumes und allgemeine Relativitätstheorie. In: Annalen der Physik, Band 73 (1924), S. 291–325